# Grove Hill
La ville de Grove Hill est le siège du comté de Clarke, dans l’État de l’Alabama, aux États-Unis. Sa population s’élevait à 1 570 habitants lors du recensement de 2010, estimée à 1 445 habitants en 2018.

## Géographie
Selon le Bureau du recensement des États-Unis, la ville a une superficie totale de 12,9 km², en totalité terrestre.

## Démographie
| 1870 | 1880 | 1890 | 1930 | 1940 | 1950  | 1960  | 1970  |
| ---- | ---- | ---- | ---- | ---- | ----- | ----- | ----- |
| 200  | 176  | 225  | 491  | 730  | 1 443 | 1 834 | 1 825 |

| 1980  | 1990  | 2000  | 2010  | - | - | - | - |
| ----- | ----- | ----- | ----- | - | - | - | - |
| 1 912 | 1 551 | 1 438 | 1 570 | - | - | - | - |

## Source
- (en) Cet article est partiellement ou en totalité issu de l’article de Wikipédia en anglais intitulé « Grove Hill, Alabama » (voir la liste des auteurs).

1. ↑  « Population and Housing Unit Estimates » (consulté le 4 juin 2019)
2. ↑  « U.S. Decennial Census » [archive du 26 avril 2015], Census.gov (consulté le 6 juin 2013)
3. ↑  « Annual Estimates of the Resident Population: April 1, 2010 to July 1, 2013 » [archive du 22 mai 2014] (consulté le 3 juin 2014)
4. ↑  « Statistiques des États-Unis - Profils des communautés de 2010 - Grove Hill » (consulté en septembre 2020)